# Iidesjärvi
Iidesjärvi, est un lac urbain situé à Tampere en Finlande-Occidentale,.

## Géographie
Le lac Iidesjärvi mesure 2,2 kilomètres de long, 800 mètres de large et couvre une superficie de 64 hectares.
L'Iidesjärvi est situé dans la partie orientale de la ville de Tampere, au sud de Kalevanharju et au nord de Nekala. 
Il est entouré par les quartiers de Järvensivu, Vuohenoja, Muotiala, Nekala et Viinikka.
La longueur du rivage du lac est de 6,1 kilomètres. Les abords du lac sont entièrement construits.
Une tour construite pour les ornithologues amateurs est construite sur sa rive orientale.